# Straffekolonien
Straffekolonien (Originaltitel Condemned) er en amerikansk dramafilm fra 1929, instrueret af Wesley Ruggles og produceret af Samuel Goldwyn.
Manuskriptet blev skrevet af Sidney Howard og er baseret på romanen "Condemned to Devil's Island" af Blair Niles. Filmen havde Ronald Colman, Ann Harding, Dudley Digges, Louis Wolheim, William Elmer, og Wilhelm von Brincken på rollelisten.
Filmen blev også lavet i en stumfilmsudgave.
I 1930 blev Colman nomineret til en Oscar for bedste mandlige hovedrolle for sin rolle i denne film og i filmen Kaptajn Bulldog Drummond

## Medvirkende
- Ronald Colman - Michel
- Ann Harding - Madame Vidal
- Dudley Digges - Vidal
- Louis Wolheim - Jacques
- William Elmer - Pierre
- Wilhelm von Brincken - Vidal's orderly (as William Vaughn)
- Albert Kingsley - Felix
- Constantine Romanoff - brutal fange
- Harry Ginsberg - indsat
- Bud Sommers - Indsat
- Stephen Selznick - Indsat
- Baldy Biuddle - Indsat
- John George - Indsat
- John Schwartz - Indsat

## Eksterne Henvisninger
- Straffekolonien på Internet Movie Database (engelsk)
- Straffekolonien i Svensk Filmdatabas (svensk)
- Straffekolonien på AlloCiné (fransk)
- Straffekolonien på MovieMeter (nederlandsk)
- Straffekolonien på AllMovie (engelsk)
- Straffekolonien hos American Film Institute (engelsk)
- Straffekolonien på Turner Classic Movies (engelsk)
- Straffekolonien på The Movie Database (engelsk)
- Straffekolonien på Rotten Tomatoes (engelsk)
- Straffekolonien på Filmaffinity (engelsk)